# Ferenc Csipes
Ferenc Csipes (Budapeste, 8 de março de 1965) é um ex-canoísta húngaro especialista em provas de velocidade.

## Carreira
Foi vencedor da medalha de ouro em K-4 1000 m em Seul 1988 com os seus colegas de equipa Zsolt Gyulay, Sándor Hódosi e Attila Ábrahám.
Foi vencedor das medalhas de prata em K-2 1000 m e K-4 1000 m em Barcelona 1992 e em Atlanta 1996, respetivamente.
Foi vencedor da medalha de bronze em K-2 500 m em Seul 1988.